# Had Echkalla
Had Echkalla là một đô thị thuộc tỉnh Relizane, Algérie. Dân số thời điểm năm 2002 là 6.873 người.